# Sabulodes polyphagaria
Sabulodes polyphagaria är en fjärilsart som beskrevs av Felder och Alois Friedrich Rogenhofer 1875. Sabulodes polyphagaria ingår i släktet Sabulodes och familjen mätare. Inga underarter finns listade.